# Сибилла Юлих-Клеве-Бергская
Сибилла (нем. Sibylle von Jülich-Kleve-Berg; 26 августа 1557, Клеве — 1628, Гюнцбург) — дочь герцога Юлих-Клеве-Бергского, в замужестве маркграфиня Бургау.
Сибилла была шестым из семи детей Вильгельма, герцога Юлих-Клеве-Бергского, и его второй жены Марии Австрийской. У Сибиллы было три старших сестры: Мария Элеонора, Анна и Магдалена. Старший брат Карл Фредерик умер в девятнадцатилетнем возрасте ещё при жизни отца, и следующим герцогом стал её младший брат Иоганн Вильгельм.
После признания Иоганна Вильгельма душевнобольным Сибилла находилась в напряженных отношениях с его женой Якобой Баденской. Она способствовала заключению последней в тюрьму и, возможно, была частично причастна к её насильственной смерти в 1597 году.
В 1601 году она вышла замуж за своего двоюродного брата Карла Австрийского, маркграфа Бургау. Её муж родился в морганатическом браке Австрийского эрцгерцога Фердинанда II и Филиппины Вельзер. В 1610 году пара переехала в резиденцию в Гюнцбурге. Здесь она была хозяйкой феодального двора. В частности, она занималась покровительством в области музыки и поддерживала оркестр, организованный её мужем даже после его смерти в 1618 году. Их брак был бездетным, хотя её муж имел нескольких внебрачных детей.
Сибилла умерла в 1628 году и была похоронена рядом с мужем в церкви капуцинов в Гюнцбурге. Когда церковь была снесена, её останки были перенесены в церковь Святого Мартина в том же городе.